# Культура Того

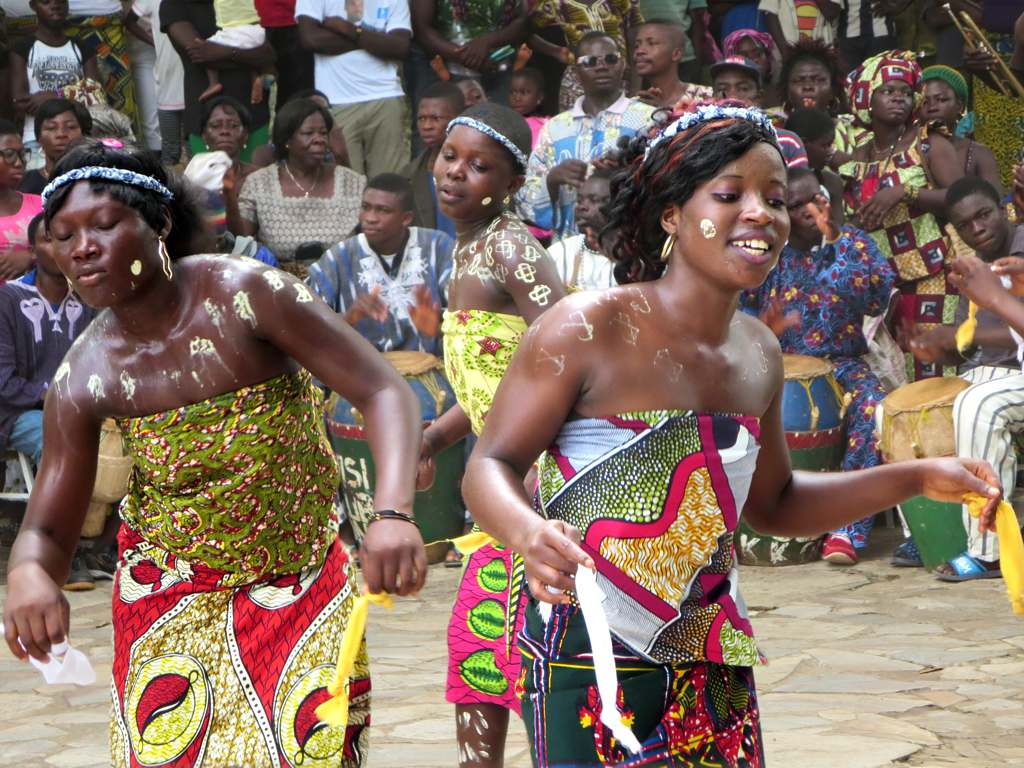
Народный танец

Культура Того отражает влияние её 37 племенных этнических групп, самыми крупными и наиболее влиятельными из которых являются эве, мина и кабье. 
Французский язык является официальным языком Того, но там говорят на многих местных африканских языках.

Несмотря на влияние западной религии, более половины жителей Того придерживаются местных анимистических практик и убеждений.
Искусство статуй эве характеризуется своими знаменитыми статуэтками, которые иллюстрируют поклонение близнецам, ибэджи. Использовались скульптуры и охотничьи трофеи, а не более распространённые африканские маски. Резчики по дереву Клото славятся своими «цепочками брака»: два символа связаны кольцами, взятыми из одного куска дерева.
Окрашенные тканевые батики кустарного центра Клото представляют собой стилизованные и цветные сцены древней повседневной жизни. Известны набедренные повязки, используемые в церемониях тканей Ассагуна. Работы художника Соки Эдора вдохновлены огромными засушливыми ландшафтами, охваченными гарфантом, и где латерит хранит следы людей и животных. Сегодня специалист по пластмассам Пол Ахии признан на международном уровне. Он практиковал «зоту», своего рода пирографию, а его монументальные достижения украшают Ломе.

## СМИ
Государственная телекомпания и государственный телеканал TVT (Télévision Togolaise — «Тоголезское телевидение»), запущен 31 июля 1973 года, государственная радиокомпания и государственная радиостанция Radio Lome.